# Скальфаротто, Джованни
Джованни Антонио Скальфаротто (итал. Giovanni Antonio Scalfarotto, 1700, Венеция — 1764, Венеция) — итальянский архитектор из Венеции.

## Биография
Джованни Скальфаротто родился в Венеции, в приходе Сан-Панталон, в семье Томмазо, каменщика родом из Чизон-ди-Вальмарино (провинция Тревизо). Второе имя Антонио, используемое с XIX века, не засвидетельствовано в документах. Его племянник Томмазо Теманца также был венецианским архитектором. Скальфаротто считал себя учеником и последователем греческого математика и теоретика архитектуры, работавшего в Венеции, Андреаса Мусалуса.
Скальфаротто учился в школе отцов-кармелитов. Затем работал простым каменщиком. В 1711 году совершил поездку в Рим вместе с Доменико Росси, Джузеппе Торретти, Пьетро Баратта, Доменико Пикколи и Бьяджо Испердже. В том же году был назначен архитектором Венецианского Арсенала, должность, которую он занимал до февраля 1755 года.

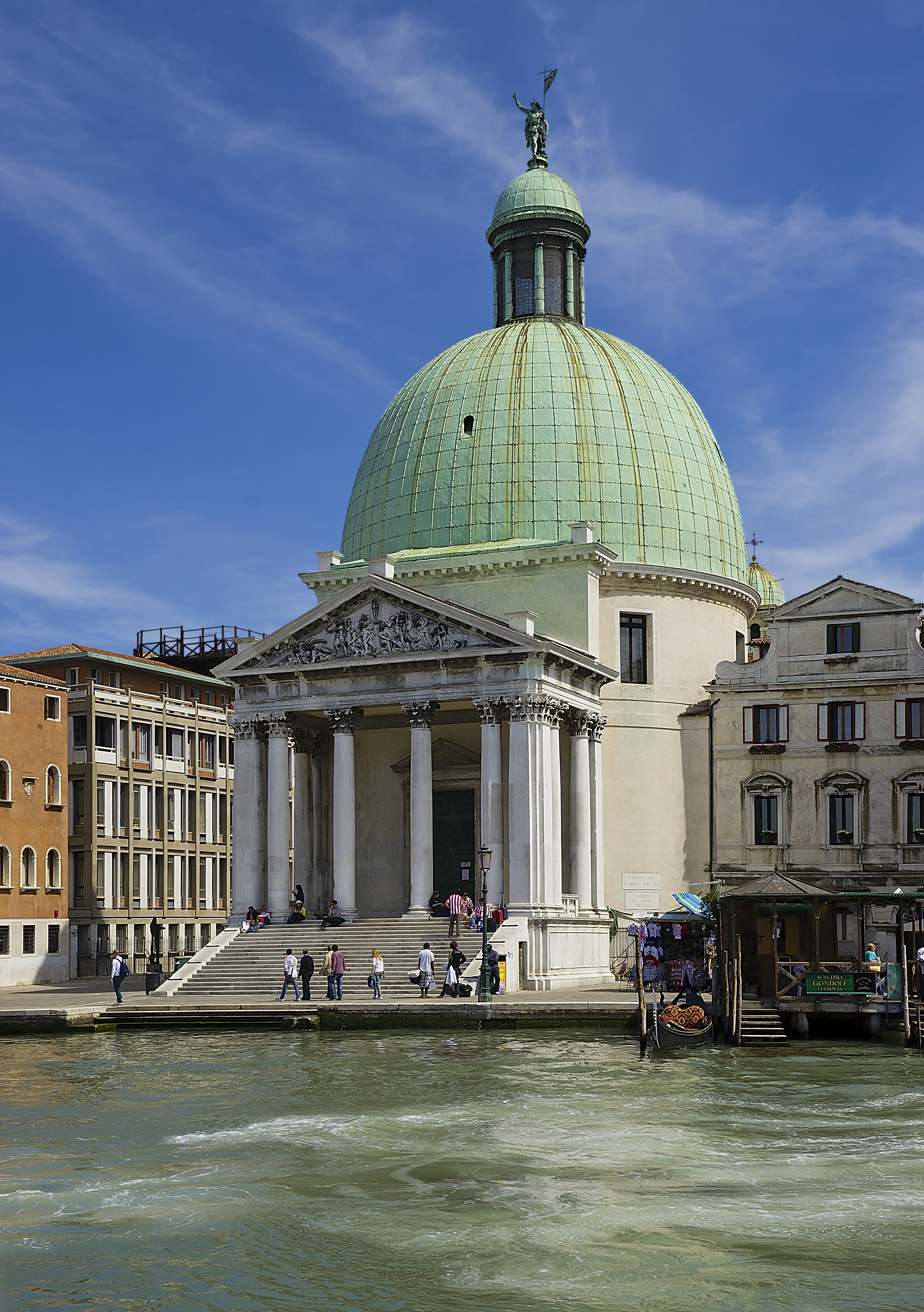
Церковь Сан-Симеоне-Пикколо. 1718—1738

Известно его участие в литературном салоне мецената и антиквара, будущего британского консула в Венеции Джозефа Смита в августе 1740 года. Долгое время Скальфаротто выполнял мелкие строительные работы, а его проекты либо отвергались, либо передавались другим архитекторам для завершения. Поэтому постройки, которые приписывали Скальфаротто, на деле оказывались работой других, более успешных архитекторов, либо наоборот, работу Скальфаротто приписывали им как более известным мастерам.
Так, например, строительство церкви Сан-Рокко и расположенной рядом «Маленькой школы»: Скуолетты (итал. Chiesa e Scuoletta di San Rocco осуществлял в 1489—1508 году Бартоломео Бон Младший (по прозванию «Бергамаско»). Новый фасад церкви и скуолетты проектировал Скальфаротто (1765—1771), но фасад церкви возводили Б. Маккаруцци и Джорджо Массари, а здание всё равно считается постройкой Бона.
В период 1724—1739 годов Скальфаротто участвовал во многих работах: реставрации колокольни Сан-Джорджо Маджоре, Большой Скуолы Сан-Рокко. Т. Теманца в своих жизнеописаниях сообщает, что в последующие десятилетия архитектуру Скуолы также хвалили как произведение Бартоломео Бона (Temanza, 1778, р. 99).
В 1735 году Скальфаротто отправился со своим племянником Томмазо Теманца в Римини, чтобы изучить остатки древнеримских построек: моста и арки Августа. Тогда же, вероятно, Скальфаротто познакомился с совсем молодым Джованни Баттиста Пиранези. Скальфаротто также проектировал фасад церкви Сан-Симеоне Пикколо на Гранд Канале (построена по его проекту в 1718—1738 годах).
Эта наиболее известная постройка Скальфаротто с типично венецианским «чашным куполом» считается удачной вариацией на темы древнеримского Пантеона и палладианского храма виллы Барбаро в Мазере.
В 1754 году Джованни Антонио Скальфаротто продиктовал свои последние пожелания: жене Марине он оставил имущество в Венеции, и своему сыну Томмазо, унаследовавшему землю, дома и движимое имущество в Вальмарино, где его попросили построить церковь. Он оставил свои рисунки и модели Томмазо.
Джованни Скальфаротто скончался в Венеции 10 октября 1764 года и был похоронен в церкви Санта-Мария-Формоза.